# Прудовый (Ставропольский край)
Прудовый — посёлок в Туркменском районе (муниципальном округе) Ставропольского края России.
До 16 марта 2020 года входил в состав муниципального образования «Сельское поселение Красноманычский сельсовет».

## География
Расстояние до краевого центра: 176 км.
Расстояние до районного центра: 53 км.

## История
В 1964 году Указом Президиума ВС РСФСР посёлок Четвёртая ферма совхоза «Красный Маныч» переименован в Прудовый.
На 1 марта 1966 года посёлок входил в состав Красноманычского сельсовета Апанасенковского района Ставропольского края:8.

## Население
| 1989 | 2002 | 2010 | 2014 |
| ---- | ---- | ---- | ---- |
| 234  | ↘192 | ↘132 | ↘100 |

По данным переписи 2002 года, 68 % населения — даргинцы.